# Distrito de Sainte-Menehould
El distrito de Sainte-Menehould era una división administrativa francesa, que estaba situado en el departamento de Marne, de la región de Gran Este. Contaba con 1 cantón y 67 comunas.

## Supresión del distrito de Sainte-Menehould
El gobierno francés decidió en su decreto ministerial n.º 2017-453, de 29 de marzo de 2017, suprimir el distrito de Sainte-Menehould pasando sus comunas a formar parte del distrito de Châlons-en-Champagne, así como una reestructuración perimetral de los demás distritos.

## División territorial (hasta 2015)

### Cantones
Los cantones del distrito de Sainte-Menehould eran:
1. Cantón de Givry-en-Argonne
2. Cantón de Sainte-Menehould
3. Cantón de Ville-sur-Tourbe

## División territorial (desde 2015)

### Cantones
El cantón del distrito de Sainte-Menehould era:
1. Cantón de Argonne, Suippe y Vesle

### Comunas
| 1. Argers (51015)                | 2. Auve (51027)                     | 3. Belval-en-Argonne (51047)                | 4. Berzieux (51053)                |
| 5. Binarville (51062)            | 6. Braux-Saint-Remy (51083)         | 7. Braux-Sainte-Cohière (51082)             | 8. Cernay-en-Dormois (51104)       |
| 9. Chaudefontaine (51139)        | 10. Châtrices (51138)               | 11. Contault (51166)                        | 12. Courtémont (51191)             |
| 13. Dampierre-le-Château (51206) | 14. Dommartin-Dampierre (51211)     | 15. Dommartin-Varimont (51214)              | 16. Dommartin-sous-Hans (51213)    |
| 17. Éclaires (51222)             | 18. Élise-Daucourt (51228)          | 19. Épense (51229)                          | 20. Florent-en-Argonne (51253)     |
| 21. Fontaine-en-Dormois (51255)  | 22. Givry-en-Argonne (51272)        | 23. Gizaucourt (51274)                      | 24. Gratreuil (51280)              |
| 25. Hans (51283)                 | 26. Herpont (51292)                 | 27. La Chapelle-Felcourt (51126)            | 28. La Croix-en-Champagne (51197)  |
| 29. La Neuville-au-Pont (51399)  | 30. La Neuville-aux-Bois (51397)    | 31. Laval-sur-Tourbe (51317)                | 32. Le Châtelier (51133)           |
| 33. Le Chemin (51143)            | 34. Les Charmontois (51132)         | 35. Le Vieil-Dampierre (51619)              | 36. Maffrécourt (51336)            |
| 37. Malmy (51341)                | 38. Massiges (51355)                | 39. Minaucourt-le-Mesnil-lès-Hurlus (51368) | 40. Moiremont (51370)              |
| 41. Noirlieu (51404)             | 42. Passavant-en-Argonne (51424)    | 43. Rapsécourt (51452)                      | 44. Remicourt (51456)              |
| 45. Rouvroy-Ripont (51470)       | 46. Saint-Jean-sur-Tourbe (51491)   | 47. Saint-Mard-sur-Auve (51498)             | 48. Saint-Mard-sur-le-Mont (51500) |
| 49. Saint-Remy-sur-Bussy (51515) | 50. Saint-Thomas-en-Argonne (51519) | 51. Sainte-Menehould (51507)                | 52. Servon-Melzicourt (51533)      |
| 53. Sivry-Ante (51537)           | 54. Somme-Bionne (51543)            | 55. Somme-Tourbe (51547)                    | 56. Somme-Yèvre (51549)            |
| 57. Sommepy-Tahure (51544)       | 58. Tilloy-et-Bellay (51572)        | 59. Valmy (51588)                           | 60. Verrières (51610)              |
| 61. Vienne-la-Ville (51620)      | 62. Vienne-le-Château (51621)       | 63. Ville-sur-Tourbe (51640)                | 64. Villers-en-Argonne (51632)     |
| 65. Virginy (51646)              | 66. Voilemont (51650)               | 67. Wargemoulin-Hurlus (51659)              |                                    |